# Шарада (филм)
Шарада (енгл. Charade) је амерички филм из 1963. који је режирао Стенли Донен. Главне улоге играју Кери Грант и Одри Хепберн.

## Радња
Млада жена по имену Реџина Ламперт (Одри Хепберн) није баш срећна у браку и чак размишља о разводу. Враћајући се са скијалишта у Париз, где ради као симултани преводилац за УНЕСКО, Реџина сазнаје да је њен супруг Роберт убијен (избачен из воза), али је пре тога продао сву њихову имовину, добивши укупно око 250 хиљада долара. Ни код њега ни у возу није пронађен новац. Париска полиција је углавном склона да младу удовицу сматра главним осумњиченим.
Американац који је позвао госпођу Ламперт у америчку амбасаду и представио се као господин Бартоломеј (Волтер Матау), доводи Реџину у корак са овом мрачном ствари. Испоставило се да је њен бивши муж током рата служио у обавештајној служби и заједно са четворицом колега проневерио четврт милиона долара намењених подршци француском Отпору. Али Реџинин будући муж је сакрио овај новац од својих саучесника, а сада његове бивше колеге покушавају да га пронађу и врате. И сигурни су да удовица зна где су, и пре или касније ће их одвести до плена. Реџина је у озбиљној и врло реалној опасности, па јој добро дође помоћ и подршка још једног Американца, Питера Џошуе (Кери Грант), којег је упознала на одмору и позвала да настави познанство у Паризу. Убрзо се појављују и сами преваранти, али ствар је још више збуњујућа када почну да умиру један по један.
Реџина је жена снажне воље и одлучна, која уопште није склона нападима беса. Али она схвата да не може ништа сама, мора одлучити коме да верује. А ово је оно што је најтеже...

## Улоге
- Кери Грант — Питер Џошуа
- Одри Хепберн — Реџина „Реџи“ Лампер
- Волтер Матау — Хамилтон Бартолемју
- Џејмс Коберн — Текс Пантхолоу
- Џорџ Кенеди — Херман Скоби
- Доминик Мино — Силви Годел
- Нед Глас — Лиополд В. Гидеон
- Жак Марин — инспектор Едуар Гранпјер